# HD 107914
HD 107914 är en dubbelstjärna belägen i den norra delen av stjärnbilden Kentauren. Den har en skenbar magnitud av ca 7,0 och kräver åtminstone en stark handkikare eller ett mindre teleskop för att kunna observeras. Baserat på parallaxmätning inom Hipparcosuppdraget på ca 12,8 mas, beräknas den befinna sig på ett uppskattat avstånd på ca 255 ljusår (ca 78 parsek) från solen.
Mätning av konstellationens egenrörelse visar att den har en låg tvärhastighet relativt solen. Av denna anledning har den jämförts med den hypotetiska "Nemesis"-stjärnan eftersom den kan komma att passera genom Oort-molnet i framtiden. Stjärnan är dock för långt borta för att kunna bli en följeslagare till solen. Preliminära mätningar av H-alfa-linjen i stjärnans spektrum visar emellertid på en radialhastighet i området från -13 till 3 km/s. (Detta resultat erhölls av M. Muterspaugh och M. Williamson med ett robotspektroskopiskt teleskop i Arizona.) Sådana värden på radialhastighet är för små för att ge en trolig kollisionskurs med solsystemet. Till exempel, om Vr = –10 km/s, kommer avståndet från solen till HD 107914 vid dess närmaste position att vara ca 5,2 ljusår.

## Egenskaper
Primärstjärnan HD 107914 A är en blå till vit jättestjärna av spektralklass A7/8 III. Följeslagaren är en stjärna av skenbar magnitud 12,8.ref name="A"/>